# Ahvaz
Ahvaz eller Ahwaz (persisk: اهواز ahvāz, arabisk: أحواز) er hovedby i provinsen Khusistan i det sydvestlige Iran.